# Яловой, Михаил Емельянович
Михаил Емельянович Яловой (укр. Миха́йло Омеля́нович Ялови́й; литературный псевдоним — Юлиан Шпол, укр. Юліан Шпол; 1895—1937) — украинский советский писатель, поэт, публицист и драматург.

## Биография
Сын волостного писаря. Окончил Миргородскую гимназию и в 1916 поступил в Киевский университет. Во время учёбы стал членом эсеровской партии, занимался революционной деятельностью.
После февральской революции 1917 года вернулся в родные края и возглавил ревком. В январе 1918 года был избран членом первого Константиноградского уездного исполкома Совета рабочих и солдатских депутатов. После обособления левого крыла украинских эсеров с мая 1918 — активный деятель Украинской партии социалистов-революционеров (боротьбистов). Принимал участие в издании газет «Боротьба» и «Селянська біднота», журнала «Червоний шлях» (позже был главным редактором этих изданий). Редактировал также газету «Крестьянин и рабочий» инструкторско-агитационного поезда Председателя ЦИК Украины Г. И. Петровского. Вёл активную подпольную работу в Одессе и на Херсонщине, занимался организацией борьбы с немецкими оккупационными войсками, гетманцами. В 1919 в составе делегации «боротьбистов» посещает Галицию.
В 1920 вступил в Коммунистическую партию (большевиков) Украины. Некоторое время находился в Москве как представитель украинского правительства.
В 1921 вместе с М. Семенко и В. Алешко основал «Ударную группу поэтов-футуристов».
С 1925 состоял в литературной группе «Гарт», однако уже в конце года вместе с группой единомышленников был одним из организаторов и первым председателем ВАПЛИТЕ (Свободная Академия Пролетарской Литературы), фактическим лидером которой был Микола Хвылевой.
В апреле 1933 арестован и исключён из рядов ВКП(б) по обвинению в шпионской деятельности, связях с А. Я. Шумским и подготовке покушения на П. П. Постышева. Приговор — 10 лет исправительно-трудовых лагерей. 11 мая 1934 года специальным конвоем отправлен в СвирЛАГ. Позже на заседании особой тройки УНКВД Ленинградской области дело было пересмотрено, и по решению от 9 октября 1937 Яловой был приговорён к высшей мере наказания — расстрелу. Приговор приведён в исполнение 3 ноября 1937 в Свирлаге.
В 1957 году приговор был отменён за «отсутствием состава преступления».

## Творчество
Дебютировал в 1918 году. Под псевдонимом Михаил Красный опубликовал агитационные стихи. Результатом двухлетнего сотрудничества с футуристами стал сборник поэзии «Ве́рхи» (1923). В 1923—1926 почти полностью посвятил себя публицистике, отдельным вопросам литературной дискуссии.
С 1925 стали печататься прозаические произведения Ялового (рассказы «Три измены», роман «Золотые лисята»), с конца 1920-х годов — драматургические и сценарные работы: комедия «Катина любовь, или строительная пропаганда» (1928), сценарии фильмов «Василина» (1928) и «Пух и прах» (1929).
Занимался переводами немецких поэтов.

## Избранные произведения
- Треба розжувати. — 1920.
- Ве́рхи. — Київ—Москва—Берлін: Ґольфштрем, 1923
- Катіна любов, або будівельна пропаганда. — Харків, 1928
- Золоті лисенята. — Харків: Книгоспілка, 1929
- Вибрані твори 2007 (ISBN 966-8499-46-8)